# Potencia computacional
Potencia computacional se refiere a la capacidad o eficiencia de una computadora o red de computadoras para ejecutar tareas de cálculo. Generalmente mide la velocidad o capacidad de procesamiento de un sistema para completar tareas computacionales en un tiempo determinado. En campos como la inteligencia artificial, el procesamiento de big data, blockchain y la computación científica, la potencia computacional es clave para realizar tareas complejas. Por ejemplo, entrenar modelos de aprendizaje profundo requiere gran potencia computacional, y los mineros en redes blockchain también dependen de una gran potencia computacional para completar tareas de cifrado.
En la República Popular China, la potencia computacional se ha convertido desde la década de 2010 en un nuevo indicador macroeconómico para medir el nivel de desarrollo de la infraestructura de información de una región, entidad o país. Un ejemplo es el proyecto de infraestructura "Computación Oriental - Cálculo Occidental" (东数西算).

## Conceptos principales
Capacidad de procesamiento hardware: La potencia computacional refleja el rendimiento de los dispositivos de cálculo (como la unidad central de procesamiento, unidad de procesamiento gráfico, unidad de procesamiento tensorial, etc.) al realizar operaciones, cálculos lógicos y análisis de datos. Por ejemplo, la potencia computacional de los sistemas de computación de alto rendimiento (HPC) generalmente se mide en operaciones de punto flotante por segundo (FLOPS).
Niveles de recursos: La potencia computacional puede referirse a la capacidad de cálculo de un solo dispositivo (como una computadora) o a la capacidad total de un clúster, plataforma de computación en la nube o red de computación distribuida. Por ejemplo, la potencia computacional en la computación en la nube generalmente se logra mediante la coordinación de múltiples servidores para asignar recursos.
Integración hardware-software: La potencia computacional no solo depende del rendimiento del hardware, sino que también está estrechamente relacionada con la optimización del software. Por ejemplo, mediante la optimización de algoritmos o el diseño de arquitecturas de computación distribuida, se puede utilizar el hardware de manera más eficiente.

## Medición
- Operaciones de punto flotante por segundo (FLOPS): Unidad común para medir la potencia computacional, especialmente en el campo de las supercomputadoras.[5] Ejemplo: 1 PFLOPS = 10^15 operaciones de punto flotante por segundo.

- Densidad computacional: Capacidad de cálculo por unidad de área o volumen, generalmente utilizada para evaluar la eficiencia de los centros de datos.

- Eficiencia energética: Mide el rendimiento energético de los dispositivos de cálculo, es decir, la capacidad de cálculo por vatio, generalmente expresada en FLOPS/Watts.[5]